# 吉川信
吉川 信（きっかわ しん、1960年9月 - ）は、日本の英文学者。大妻女子大学大学院人間文化研究科教授。専門はジェイムズ・ジョイス。

## 略歴・人物
- 長野県飯田市生まれ。
- 1985年3月　中央大学文学部英米文学科卒業
- 1990年3月　同大学院文学研究科博士課程単位取得満期退学
- 和光大学文化表現学部助教授、教授
- 群馬大学教授
- 2012年『ジェイムズ・ジョイス全評論』で日本翻訳出版文化賞受賞。
- 2015年〜現在　大妻女子大学大学院 人間文化研究科言語文化学専攻教授

## 著作
- 『プラハとダブリン 20世紀ヨーロッパ文学における二つのトポス』城眞一共編、日本独文学会 2009
- 『ジョイスの罠 『ダブリナーズ』に嵌る方法』 金井嘉彦共編、言叢社 2016
- 『ジョイスの挑戦 『ユリシーズ』に嵌る方法』 金井嘉彦・横内一雄共編、言叢社 2022
- 『文化学の境域』監修、七月堂 2020。中央英米文学会50周年記念論集

### 翻訳
- レイ・フラー編『心理学の7人の開拓者』大島由紀夫共訳、法政大学出版局 2002 りぶらりあ選書
- J・G・フレイザー『初版 金枝篇』ちくま学芸文庫 上下 2003 - 電子書籍で再刊
- 『ジェイムズ・ジョイス全評論』筑摩書房 2012 - 電子書籍で再刊